# Tru Thoughts
Tru Thoughts est un label indépendant de musique fondé à Brighton (Royaume-Uni), en 1999, par Robert Luis et Paul Jonas. Il est devenu en une décennie une des maisons de disques les plus reconnues et influentes de la scène musicale indépendante,.

## Historique
En septembre 1999, Paul Jonas et Robert Luis, deux amis passionnés de musique, forts du succès de leur nightclub à Brighton (le « Phonic: hoop and Shake Yer Wig »), décident de lancer leur propre label.
C'est du « bureau » improvisé, sous les escaliers de Robert Luis que le tout nouveau Tru Thoughts records lance son premier 12" EP, Alarming Frequency. Suivent d'autres réalisations qui peu à peu forgent le succès du label : en 2000, Animal Magic de Bonobo, The 5th Exotic en 2001 de Quantic, le premier album de Jon Kennedy, We're Just Waitng For You Now,.
En 2009 le label fête ses dix ans laissant derrière lui une production de plus de 200 disques, mettant l'accent sur une musique indépendante, originale et éclectique reconnue comme de qualité par la presse spécialisée,.
Tru Thougts en un peu plus d'une décennie a découvert et accompagné le succès de nombreux artistes, dont certains partiront par la suite dans des écuries bien plus prestigieuses : Warp Records pour Chris Clark, Ninja Tune pour Bonobo et Treva Whateva, ou encore Grand Central Records pour Jon Kennedy.
Aujourd'hui de nombreux artistes déjà reconnus expriment leur désirs de collaborer avec le label, des artistes tels que Julie et Keith Tippett en collaboration avec Nostalgia 77, Stonephace, ou Hint (précédemment chez Ninja Tune records), affirmant ainsi plus encore la place du label dans le monde de l'édition musicale,.

## Extensions
Du label initial Tru Thoughts sont nés trois autres projets :
- « Tru Thoughts 7 seven », spécialisé dans le funk et le soul
- « Unfold records », spécialisé dans la production de compilations
- « Zebra Traffic », spécialisé dans le Hip-hop

En parallèle à son activité d'éditeur, le label en organise de nombreuses soirées dans des clubs entre Brighton et Londres, et est présent sur de nombreuses émissions radiodiffusées.

## Artistes
- Azaxx
- The Amalgamation Of Soundz
- The Bamboos
- Barakas
- Belleruche
- benji Boko
- Beta Hector
- Bonobo
- The Broken Keys
- Capoeira Twins
- Deeds Plus Thoughts
- Diesler
- Dômu
- Flevans
- Freddie Cruger & Anthony Mills Are Wildcookie
- Freddie Cruger aka Red Astaire
- Galaxian
- Hidden Orchestra
- Hint
- Hot 8 Brass Band
- Humble Munk
- Jon Kennedy
- Jumbonics
- Jung Collective
- Kinny / Kinny & Horne
- Kylie Auldist
- Lanu
- The Limp Twins
- Lizzy Parks
- Maddslinky
- Maga Bo
- Mangataot
- Mawglee
- Me&You
- Milez Benjiman
- Natural Self
- Nirobi & Barakas
- Nostalgia 77 / Nostalgia 77 Octet / Nostalgia 77 Sessions feat. Keith and Julie Tippett
- Quantic / Quantic and his Combo Barbaro / Quantic Presenta Flowering Inferno / The Quantic Soul Orchestra
- Alice Russell
- Saravah Soul
- Spanky Wilson
- Steady
- Stonephace
- TM Juke / TM Juke And The Jack Baker Trio
- Treva Whateva
- Unforscene
- Unitone
- Zed Bias
- Zero dB

## Discographie non exhaustive

### Compilations
- When Shapes Join Together (25 October 1999, Cat. no: TRU002)
- When Shapes Join Together 2' (28 January 2002, Cat. no: TRU026)
- Heavyweight Rib Ticklers (Compiled by Mr. Scruff) (11 February 2002, Cat no: UNFOLDCD001)
- Phonic Hoop (Compiled by Robert Luis) (18 July 2002, Cat. no: UNFOLDCD002)
- When Shapes Join Together 3 (21 October 2002, Cat. no: TRUCD035)
- Vocalise (Compiled by Robert Luis) (11 November 2002, Cat. no: UNFOLDCD003)
- Mono - When Shapes Join Together Mix (Compiled by Quantic) (5 April 2003, Cat. no: TRUCD044)
- Shapes One Horizontal & Vertical CD (1 September 2003, Cat. no: TRUCD045)
- Shapes Yellow (2 November 2004, Cat. no: TRU/ZEB 002)
- Shapes Red (6 June 2005, Cat. no: TRUCD 091)

### Tru Thoughts 10 Year Anniversary
*Tracklisting CD1 - DOWNTEMPO :
- 01. Bonobo - Terrapin
- 02. Nostalgia 77 - Quiet Dawn feat. Beth Rowley
- 03. Alice Russell - Hurro On Now feat. TM Juke
- 04. Natural Self - The Rising feat. Andreya Triana
- 05. Milez Benjiman - Chop That Wood
- 06. Hint - One Woman Army feat. Laura Vane
- 07. Quantic & Nickodemus feat. Tempo & The Candela Allstars - Mi Swing Es Tropical
- 08. Bonobo - Kota
- 09. Lizzy Parks - Raise The Roof
- 10. The Limp Twins - Sunday Driver
- 11. Hot 8 Brass Band - What's My Name? (Rock With The Hot 8)
- 12. Flevans - The Notion feat. Sweet Laredo
- 13. The Nostalgia 77 Octet - Musical Silt
- 14. Quantic Presenta Flowering Inferno - Cuidad Del Swing
- 15. Kinny - Desire feat. Nostalgia 77
- 16. Freddie Cruger aka Red Astaire - Pushing On feat. Linn

*Tracklisting CD2 - CLUB :
- 01. Saravah Soul - Nao Possa Te Levar A Serio
- 02. The Quantic Soul Orchestra - Super 8
- 03. The Bamboos - Step It Up feat. Alice Russell
- 04. Quantic - Transatlantic
- 05. TM Juke - Come Away feat. Sophie Faricy
- 06. Lanu - Dis-Information
- 07. Natural Self - Shake Down
- 08. Belleruche - Northern Girls
- 09. Alice Russell - All Over Now
- 10. Quantic - Mishaps Happening (Prins Thomas edit)
- 11. Nirobi & Barakas - Bungee Jump Against Racism
- 12. TM Juke & The Jack Baker Trio - Party Favours feat. Gecko Turner
- 13. Kylie Auldist - Community Service Announcement
- 14. Quantic - Don't Joke With A Hungry Man feat. Spanky Wilson
- 15. Me&You - The Hoop Loop
- 16. The Broken Keys - The Witch

*Tracklisting CD3 - EXCLUSIVES :
- 01. Quantic Presenta Flowering Inferno - Time Is The Enemy
- 02. Dômu - We Can
- 03. Flevans - The Second Bite
- 04. Azaxx - Disco Bimbo
- 05. Hint - Tape Packs
- 06. Quantic - Only a Little While Here
- 07. Saravah Soul - Alforria
- 08. The Bamboos - Turn It Up feat. Lyrics Born
- 09. Freddie Cruger aka Red Astaire - Boogie Down Hagsätra
- 10. Barakas - Spitfire
- 11. Stonephace - Singularity
- 12. Kylie Auldist - No Use (Acoustic Version)

## Sources
1. ↑  (en) « Discogs », Tru Thoughts (consulté le 24 avril 2008)
2. ↑  (en) « BBC "Brighton's Thu Thoughts is easily one of the UK's best independent labels..." », Tru Thoughts
3. ↑  (en) « ParisDJ ""Tru Thoughts has gone from strength to strength in its ten years, establishing itself as one of the leading independent labels in UK right now. Here's to another ten." - Simon Green aka Bonobo (Ninja Tune)" », Tru Thoughts
4. 1 2 3  (en) « ParisDJ », Tru Thoughts
5. 1 2  (en) « Fonkadelica », Tru Thoughts
6. ↑  (en) « Ecoute moi bien », Tru Thoughts
7. ↑  (en) « The Guardian Label of Love », Tru Thoughts
8. ↑  (en) « Groove Attack », Tru Thoughts
9. ↑  (en) « Samurai.fm », Tru Thoughts
10. ↑  (en) « Funandfloor Robert Luis », Tru Thoughts